# Live at The Cafe Au Go Go
| Recensione | Giudizio |
| ---------- | -------- |
| AllMusic   | [ 1 ]    |

Live at The Cafe Au Go Go è un album dal vivo del gruppo blues rock statunitense The Blues Project, pubblicato nel marzo 1966.
Fu registrato dal vivo durante un concerto di quattro giorni del Blues Bag, nelle serate del 24-27 novembre 1965 al Cafe Au Go Go di New York. La registrazione finì nel gennaio 1966 nello stesso luogo, nel momento in cui Tommy Flanders lasciò la band.Ridussero i loro soliti lunghi arrangiamenti dell'album a causa dei vincoli temporali e della diffidenza dell'etichetta discografica.

## Tracce
Lato A
1. Goin' Down Louisiana - 4:04 (Waters)
2. You Go and I'll Go With You - 3:49 (Dixon)
3. Catch the Wind - 3:05 (Donovan)
4. I Want to Be Your Driver - 2:23 (Berry)
5. Alberta - 4:10 (tradizionale)
6. The Way My Baby Walks - 3:09 (Kulberg)

Lato B
1. Violets of Dawn - 2:56 (Andersen)
2. Back Door Man - 3:16 (Dixon)
3. Jelly Jelly Blues - 4:45 (Eckstine, Hines)
4. Spoonful - 4:58 (Dixon)
5. Who Do You Love - 5:30 (McDaniel)

## Formazione
- Tommy Flanders - voce in Violets of Dawn, Back Door Man, Spoonful e Who Do You Love
- Danny Kalb - chitarra solista, voce in Goin' Down Louisiana, You Go and I'll Go With You, Alberta e The Way My Baby Walks
- Steve Katz - chitarra ritmica, armonica a bocca, voce in Catch the Wind
- Andy Kulberg - basso, flauto
- Al Kooper - tastiere, organo, voce in I Want to Be Your Driver
- Roy Blumenfeld - batteria

### Produzione
- Jerry Schoenbaum - produzione
- Val Valentin - ingegneria del suono
- Charles Stewart - foto di copertina